# 小行星3307
小行星3307（3307 Athabasca）是一颗绕太阳运转的小行星，为主小行星带小行星。该小行星于1981年2月28日发现。

## 轨道参数
小行星3307的轨道半长轴为2.2592193 AU，离心率为0.096。